# Motilibacter peucedani
Motilibacter peucedani es una bacteria grampositiva del género Motilibacter. Fue descrita en el año 2012, es la especie tipo. Su etimología hace referencia a la planta Peucedanum. Es aerobia y móvil. Tiene un tamaño de 0,6-0,7 μm de ancho por 1,9-2,4 μm de largo. Catalasa positiva y oxidasa negativa. Forma colonias de color naranja, circulares, opacas y con márgenes enteros tras 5 días de incubación. Temperatura de crecimiento entre 20-37 °C, óptima de 30 °C. Tiene un contenido de G+C de 73,2%. Se ha aislado del suelo de la rizosfera de la planta Peucedanum japonicum en Corea del Sur. 